# Nana (cantante)
Nana (nombre verdadero Hana Nurul) (1 de julio de 1983 en Muar, Johor) es una actriz y cantante malaya que formó parte de la Academia de Fantasia 1 en Malasia. Aunque ella no ganó, pero logró ser una artista de éxito en su carrera como cantante y actor. Nana fue estudiante de séptima temporada, entre los 12 estudiantes en la academia. Además utiliza para escribir su propio nombre artístico en una columna llamada "Hable Nana", que significa para la cantante, Harían Metro. Nana También aparece en un anuncio de Discusión de un medio publicado llamado Soja y actualmente es embajadora de una promoción de una serie productos. También es popular como DJ siendo escuchada en una de las radioemisoras de Malasia, llamada "Era.fm.". En 2004, fue la anfitriona de uno de los segmentos de una época llamada 'Petang di Era'(Evening@Era) con Seelan Paul. Ella firmó un contrato con Era a partir de 2005 hasta 2006, hasta la fecha alberga en horas de mañana varios tipos de segmentos como 'Carta Era' (Era Gráficas) con Aznil. En noviembre de 2009, Nana sin embargo, ha cambiado de puesto a otra estación de radio llamada XFM.

## Discografía
- Album Evolusi 1

## Filmografía
- Gangster
- Akademi Fantasia 1 (Episode 3,4 and 7)
- Akademi Fantasia Raya 2003
- Akademi Fantasia Final
- Akademi Fantasia 2 (Special Appearance)
- Astro's Dua Dunia
- Malaikat Maut (coming soon)
- Sifu Dan Tongga (coming soon)

## Premios y nominaciones
| Año              | Premio                                                                 |
| ---------------- | ---------------------------------------------------------------------- |
| 2005, 2006, 2007 | Anugerah Berita Harían nomination for 'Penyampai Radio Wanita Popular' |
| 2004             | Anugerah Personaliti dan Hiburan                                       |